# Maruru, Sorab
Maruru là một làng thuộc tehsil Sorab, huyện Shimoga, bang Karnataka, Ấn Độ.